# Paraje la Resurrección
Paraje la Resurrección är en ort i Mexiko.   Den ligger i kommunen Guadalupe Etla och delstaten Oaxaca, i den sydöstra delen av landet, 400 km sydost om huvudstaden Mexico City. Paraje la Resurrección ligger 1 651 meter över havet och antalet invånare är 108.
Terrängen runt Paraje la Resurrección är varierad. Runt Paraje la Resurrección är det mycket tätbefolkat, med 2 431 invånare per kvadratkilometer. Närmaste större samhälle är Oaxaca de Juárez, 15,0 km sydost om Paraje la Resurrección. Omgivningarna runt Paraje la Resurrección är en mosaik av jordbruksmark och naturlig växtlighet.